# چاوریلیا
چاوریلیا (به ایتالیایی: Cavriglia) یک کومونه در ایتالیا است که در استان آرتزو واقع شده‌است.

## خصوصیات
چاوریلیا ۶۰٫۸۶ کیلومترمربع مساحت و ۹٬۶۳۳ نفر جمعیت دارد و ۳۰۸ متر بالاتر از سطح دریا واقع شده‌است.

## خواهرخوانده
شهرهای La Chapelle-Saint-Mesmin و ملیحه خواهرخوانده‌های چاوریلیا هستند.